# Commerzbank Tower
La Commerzbank Tower è un grattacielo situato nel centro di Francoforte, in Germania. È stato fino al 2022 il grattacielo più alto dell'Unione Europea, superato adesso dal Varso a Varsavia, in Polonia.

## Descrizione
Dopo il completamento nel 1997, raggiunse il primato per l'edificio più alto d'Europa fino al 2005, quando fu scalzato dal Triumph Palace di Mosca; è rimasto comunque l'edificio più alto dell'Unione europea fino all'inaugurazione dello Shard London Bridge il 5 luglio 2012. In seguito alla Brexit, dal 1º febbraio 2020 ritornò l'edificio più alto dell'Unione Europea. È alto solamente due metri in più della Messeturm, anch'essa situata a Francoforte, ed edificio più alto d'Europa prima della costruzione della Commerzbank.
Dal 2021 perse nuovamente il primato di grattacielo più alto dell'Unione Europea, quando a Varsavia venne completato la Varso Tower, attuale detentore del record.
Con un'altezza di 259 m (300,1 includendo la luce segnaletica alla sommità), 56 piani e 121.000 metri quadrati di spazio per uffici, ospita il Centro direzionale della Commerzbank. Include al suo interno dei giardini d'inverno. È stata progettata da Norman Foster & partners.
A dispetto di molti altri grattacieli, la torre non ha una piattaforma di osservazione per il pubblico, al quale non è infatti consentito l'accesso ai piani superiori. L'edificio è illuminato di notte da uno schema di luci gialle progettate da Thomas Ende.

## Galleria d'immagini

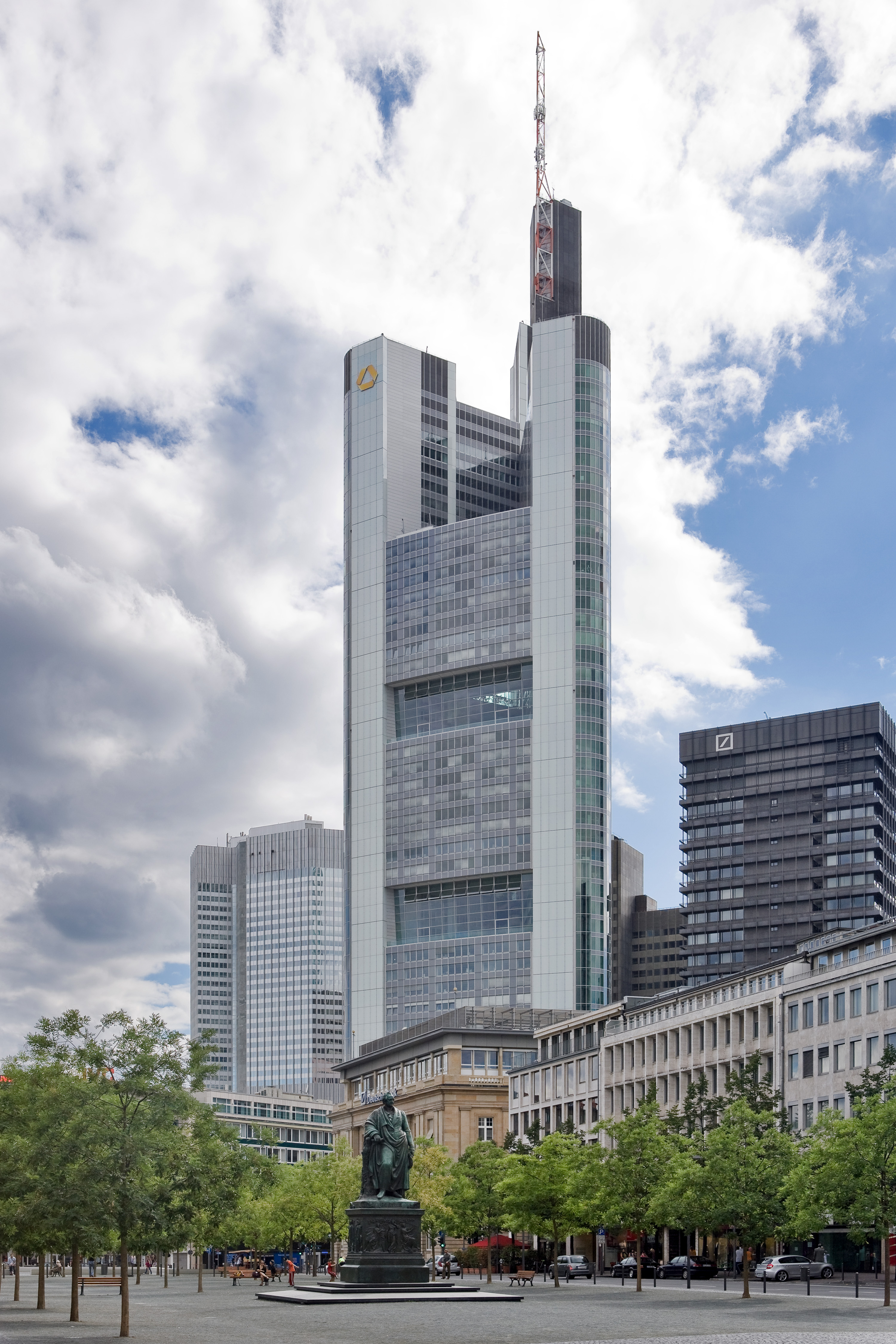
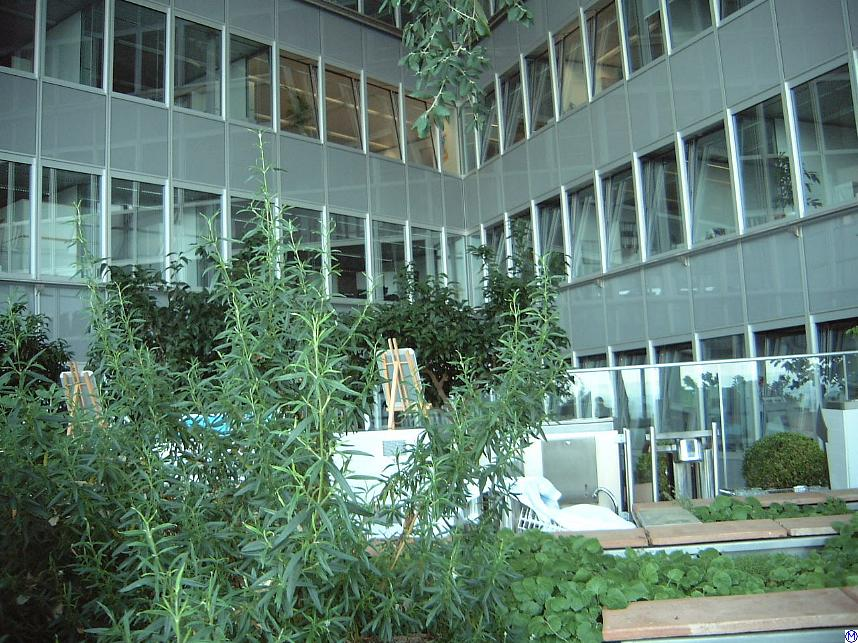
Giardino al 19º piano
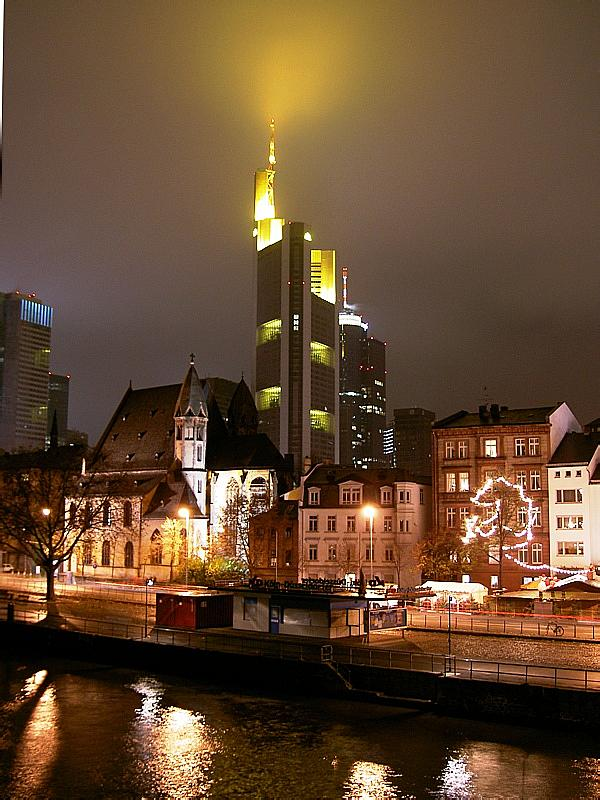
La Commerzbank Tower di notte
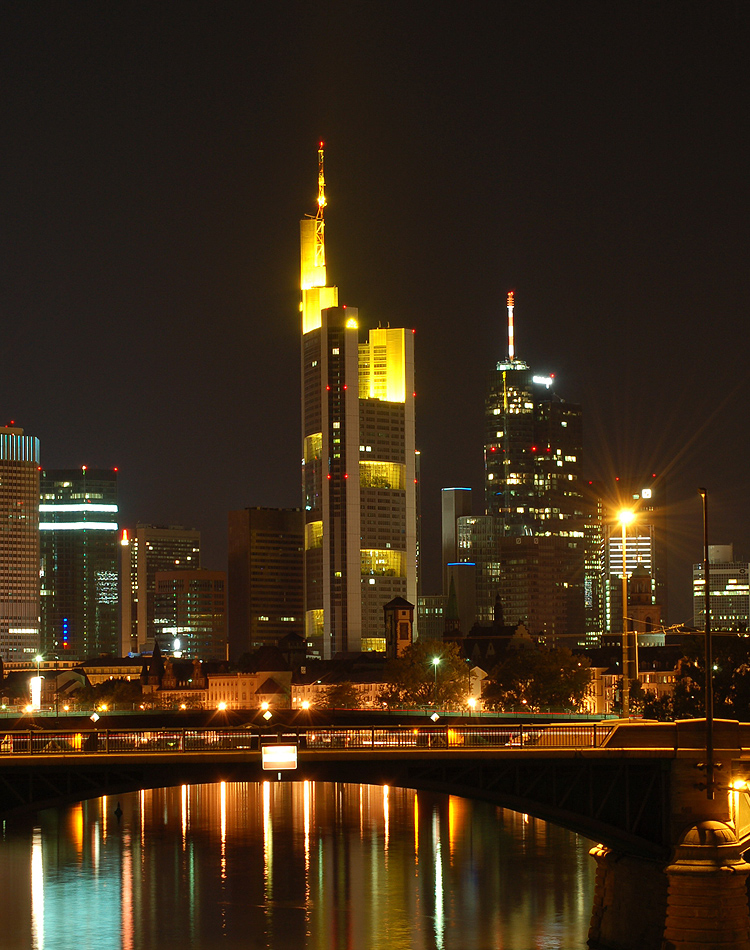
La Commerzbank Tower e la Main Tower
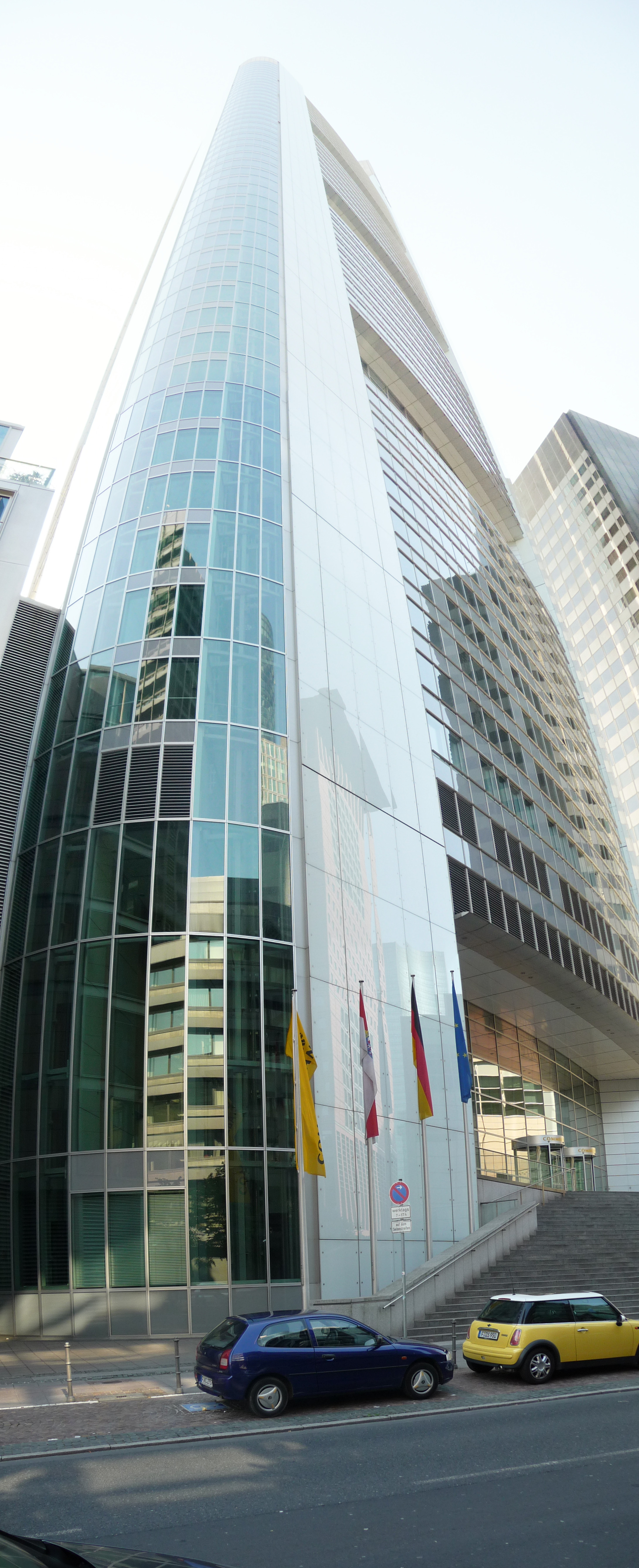
LA Commerzbank Tower vista dal livello stradale